# پل‌های یک چشمه و هشت چشمه سرخده
پلهای یک چشمه‌وهشت‌چشمه سرخده مربوط به دوره صفوی است و در شهرستان ساوه، روستای سرخ واقع شده و این اثر در تاریخ ۱۴ مهر ۱۳۵۴ با شمارهٔ ثبت ۱۱۸۴ به‌عنوان یکی از آثار ملی ایران به ثبت رسیده است.
بنای پل در جنوب شهرستان ساوه و در کیلومتر ۱۳ جاده یل‌آباد به قزل قلعه (ساوه) احداث شده است. مصالح بکار رفته در آن، آجر و ملات ساروج بوده و در دوره صفویه احداث شده است. ساختمان پل دارای ۸ چشمه با طاق رومی است و ارتفاع آن از کف تا سطح رودخانه قره چای، حدود ۸ متر است. طول پل حدود ۷۰ متر و عرضی معادل ۴٫۵ الی ۵ متر دارد.